# Ковнас, Ирена
Ирена Ковнас (пол. Irena Kownas,; род. 9 августа 1937 Вильнюс) — польская актриса театра, кино, радио и телевидения; также актриса озвучивания.

## Биография
Ирена Ковнас родилась 9 августа 1937 года в Вильнюсе. Актёрское образование получила в Государственной высшей театральной школе в Варшаве, которую окончила в 1960 году. Дебютировала в театре в 1961 году. Актриса театров в Варшаве, Ольштыне и Щецине. Выступает в спектаклях «театра телевидения» с 1963 года и «театра польского радио» с 1992 года.

## Избранная фильмография

### Актриса
- 1963 — Два ребра Адама / Dwa żebra Adama — домработница священника
- 1973 — Чёрные тучи / Czarne chmury — мельничиха
- 1975 — Ночи и дни / Noce i dnie — Фелиция, повариха в Сербинове
- 1975 — Директора / Dyrektorzy — соседка Гайды
- 1981 — Человек из железа / Człowiek z żelaza — женщина готовленная в радиопередачу
- 1981 — Карабины / Karabiny — хозяйка гостиницы
- 1986 — ЭСД: Экспериментальный сигнал добра / ESD — Лисецкая
- 1988 — Мастер и Маргарита / Mistrz i Małgorzata — Прасковья Фёдоровна, медсестра в психиатрической клинике

### Польский дубляж
- актёрские фильмы / сериалы: Арабелла, Капитан Крюк, Сумасшедшие гонки, 102 далматинца
- мультфильмы / мультсериалы: Робин Гуд